# 겉흙

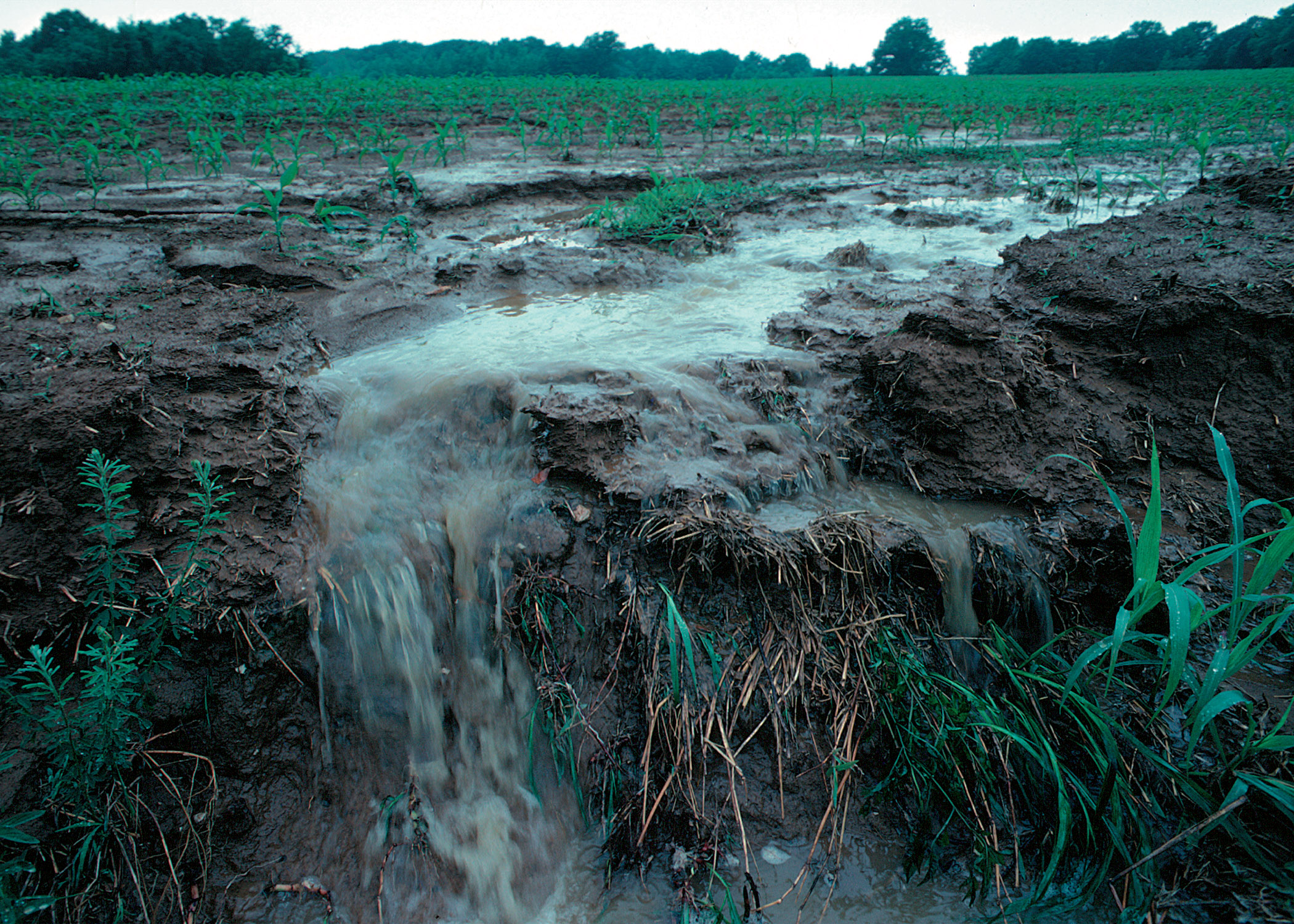
표토유출.

겉흙(topsoil) 또는 표토(表土)는 토양의 상부 2인치(5.1 센티미터)에서 8인치(20 센티미터)를 덮고 있는 흙이다. 유기물질과 미생이 집중되어 있으며, 지구의 생물학적 토양활동이 일어나는 곳이다.

## 같이 보기
- 사막화
- 황진
- 지속농업